# 780'erne f.Kr.
Århundreder: 9. århundrede f.Kr. – 8. århundrede f.Kr. – 7. århundrede f.Kr.
Årtier: 830'erne f.Kr. 820'erne f.Kr. 810'erne f.Kr. 800'erne f.Kr. 790'erne f.Kr. – 780'erne f.Kr. – 770'erne f.Kr. 760'erne f.Kr. 750'erne f.Kr. 740'erne f.Kr. 730'erne f.Kr.
År: 789 f.Kr. 788 f.Kr. 787 f.Kr. 786 f.Kr. 785 f.Kr. 784 f.Kr. 783 f.Kr. 782 f.Kr. 781 f.Kr. 780 f.Kr.